# Молочна риба
Молочна риба (Chanos chanos) — єдиний сучасний представник родини Chanidae. Національний символ Філіппін, де відома під назвами бангос, бангус або сабало.

## Поширення
Водиться в тропічних та субтропічних водах Тихого та Індійського океанів, від Червоного моря та Східної Африки на заході до тихоокеанського узбережжя Америки на сході. В східній частині Тихого океану (від Південної Каліфорнії до Перу) зустрічається рідко.

## Опис
Максимальна довжина 180 см, зазвичай риби виростають до 100 см; вага до 19 кг. Для молочної риби характерною є маленька щілина спрямованого вперед рота.

## Спосіб життя
Дорослі риби живуть у відкритому океані, харчуються переважно водоростями. Нерестяться в прибережних водах, продукують пелагічну ікру. Самки дуже плідні й можуть відкладати мільйони ікринок. Коли стрічкоподібні мальки досягають розміру приблизно 10 мм, вони потрапляють у солонуваті води лиманів, які мають мінімальний контакт з відкритою водою. Лише ставши дорослими, вони переселяються в море.

## Господарське значення
Chanos є важливою харчовою рибою в Південно-Східній Азії. На Філіппінах, в Індонезії, й особливо на Тайвані, існує велика кількість фермерських ставків, де вирощують цих риб. Однак розведення у ставках не відбувається. Молодняк ловлять близько до берега й тоді вирощують у прибережних ставках.